# Ed Stoppard
Edmund (Ed) Stoppard (Londen, 16 september 1974), is een Engels acteur.
Hij is de zoon van toneelschrijver Tom Stoppard en auteur Miriam Stoppard-Stern. Hij woont in Clapham met zijn vrouw Amelia Stoppard-Stamp) en hun drie kinderen.
Hij studeerde Frans aan de Universiteit van Edinburgh en had daarna een opleiding aan LAMDA.
Zijn toneelrollen zijn met het English Touring Theatre in 2005 Hamlet en naast Anita Dobson in Shakespeares The Merchant of Venice en Konstantin in Anton Tsjechovs The Seagull in het Chichester Festival Theatre in 2003. Zijn optredens in het West End omvatten Tom Wingfield in een productie uit 2007 The Glass Menagerie in het Apollo Theatre en de Britse première van Wit.
In 2007 speelde hij de titelrol in het BBC-drama Tchaikovsky: Fortune and Tragedy.
In 2008 was Stoppard weer op toneel in het Hampstead Theatre in het stuk van Amy Rosenthals, D.H Lawrence drama On The Rocks naast Nick Caldecott en Charlotte Emmerson
In 2010 speelde hij de rol van Sir Hallam Holland in de nieuwe BBC-serie Upstairs, Downstairs.

## Filmografie
| Jaar       | Titel                                         | Rol                         | Aantekening                                 |
| ---------- | --------------------------------------------- | --------------------------- | ------------------------------------------- |
| 1999       | The Fiancée                                   | Jongen op motorfiets        | Korte film                                  |
| 2000       | The Little Vampire                            | Von Sackville-Bagg          |                                             |
| 2000– 2001 | Relic Hunter                                  | Laurent Halezan             | 2 afleveringen: M.I.A., A Good Year         |
| 2001       | Queen of Swords                               | Ambassador Ramirez          | Aflevering: The Emissary                    |
| 2001       | Murder in Mind                                | James Hillier               | Aflevering: Sleeper                         |
| 2002       | The Pianist                                   | Henryk                      |                                             |
| 2002       | Summer Things                                 | Rick                        | Originele titel: Embrassez qui vous voudrez |
| 2003       | Ferrari                                       | Ferrari's alter ego         |                                             |
| 2003       | JD Pilot                                      | Thomas                      | Korte film                                  |
| 2003       | In Search of the Brontës                      | Monsieur Heger              | Miniserie                                   |
| 2005       | Empire                                        | Sebastianus                 |                                             |
| 2005       | Animal                                        | Sebastien Delnick           |                                             |
| 2005       | The Somme                                     | Captain Charlie May         | Tv-film                                     |
| 2006       | Joy Division                                  | Thomas (ouder)              |                                             |
| 2006       | Ancient Rome: The Rise and Fall of an Empire  | Josephus                    | Docudrama                                   |
| 2007       | Tchaikovsky: 'The Creation of Genius'         | Pyotr Ilyich Tchaikovsky    | Docudrama                                   |
| 2007       | Tchaikovsky: 'Fortune and Tragedy'            | Pyotr Ilyich Tchaikovsky    | Docudrama                                   |
| 2007       | Marple: At Bertram's Hotel                    | Malinowski                  | Tv-film                                     |
| 2007       | The Inspector Lynley Mysteries                | Conrad McCaffrey            | Aflevering: Limbo                           |
| 2007       | Fugitive Pieces                               | Ben                         |                                             |
| 2008       | Brideshead Revisited                          | Bridey Flyte                |                                             |
| 2009       | Terror! Robespierre and the French Revolution | Herault                     | Documentaire                                |
| 2009       | The Mad Cow                                   | Misha Galkin                | Postproductie                               |
| 2010       | The Last Temptation of Chris                  | Chris                       | Korte film                                  |
| 2010       | Scooterman                                    | Scooterman aka Gerald Jones | Korte film                                  |
| 2010       | Upstairs, Downstairs                          | Sir Hallam Holland          | Miniserie                                   |
| 2011       | Inspector Aurelio Zen                         | Vincenzo Fabri              | Miniserie                                   |
| 2012       | Belle du Seigneur                             | Didi                        |                                             |
| 2015       | La giovinezza                                 | Julian                      |                                             |
| 2017       | Knightfall                                    | Filips IV van Frankrijk     | Tv-serie                                    |
| 2022       | The Princess                                  | De koning                   |                                             |